# Palach-Pylon
Koordinaten: 50° 4′ 48,6″ N, 14° 25′ 53,7″ O

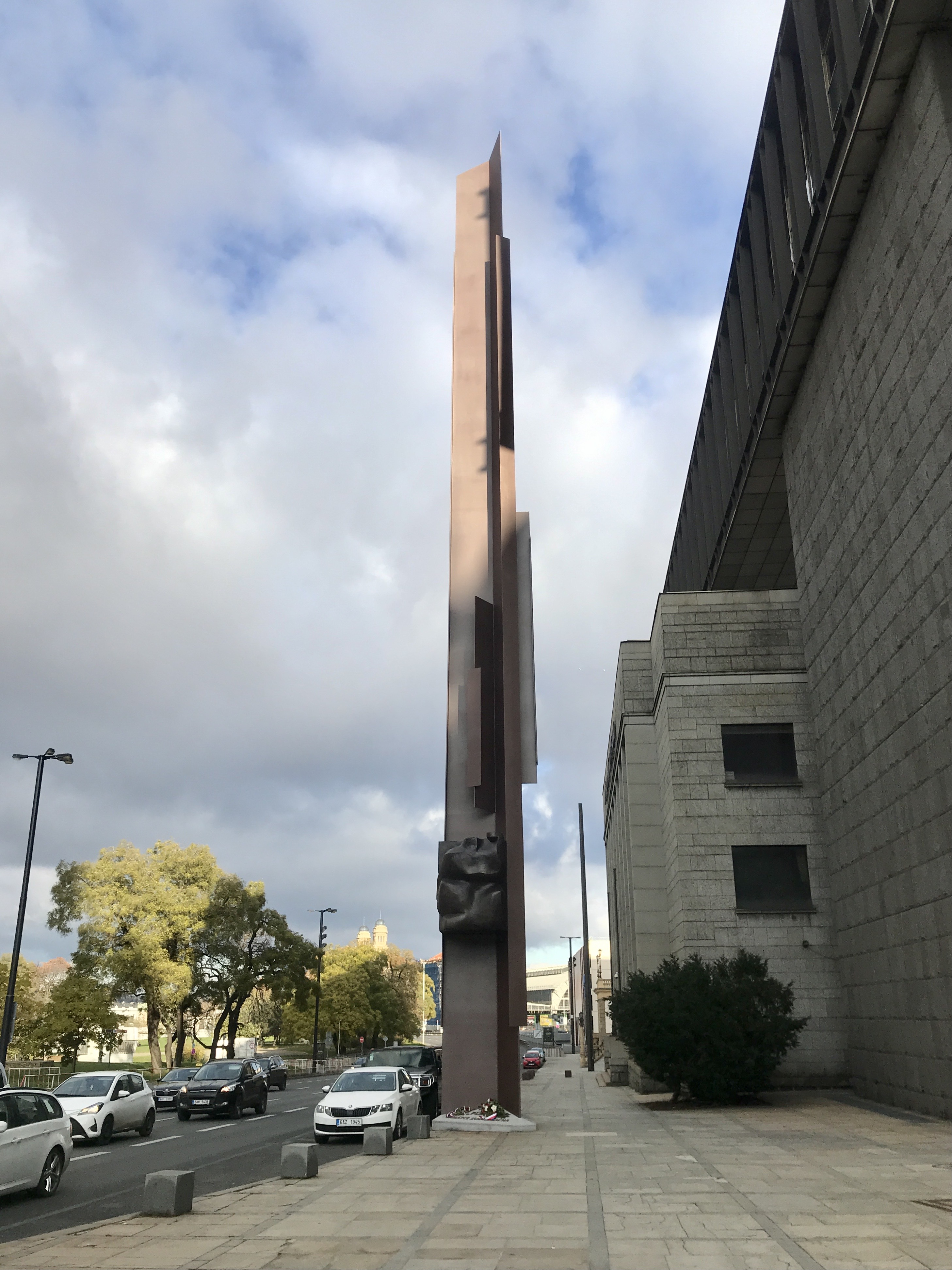
Palach-Pylon vor dem Neuen Gebäude des Nationalmuseums (2020).

Der Palach-Pylon (tschechisch Palachův pylon) ist ein Denkmal zur Erinnerung an den tschechischen Studenten Jan Palach, der sich im Januar 1969 aus Protest gegen die Besetzung der Tschechoslowakei durch die sowjetischen Truppen selbst verbrannte. Das Denkmal in der Gestalt eines knapp 30 Meter hohen schlanken Pylonen aus Stahl stellt eine zum Himmel schlagende Flamme dar und trägt eine bronzene Skulptur des Bildhauers Miloslav Chlupáč mit Namen Flamme (tschechisch plamen). Es steht vor dem Neuen Gebäude des Nationalmuseums in Prag, dem ehemaligen tschechoslowakischen Parlament.
Das Monument entwarf im Februar 1968 der Architekt Karel Prager (1923–2001). Nach Jan Palachs Tod widmeten die Schöpfer ihr Werk seinem Andenken. Sie verschwiegen es aber, um das Werk vor der 1969 einsetzenden Zensur zu retten. Diese Widmung hat man erst im Zuge von Restaurierungsarbeiten im Jahr 2018 in den archivierten Unterlagen entdeckt. Anlässlich des 50. Jahrestags von Palachs Tod entschied das Nationalmuseum, das Monument nach der ursprünglichen Absicht der Künstler zu vervollständigen. Denn die Skulptur Flamme fehlte, sie durfte im Jahr 1969 nicht realisiert werden. Der fertiggestellte Palach-Pylon wurde im November 2020 feierlich enthüllt.

## Geschichte

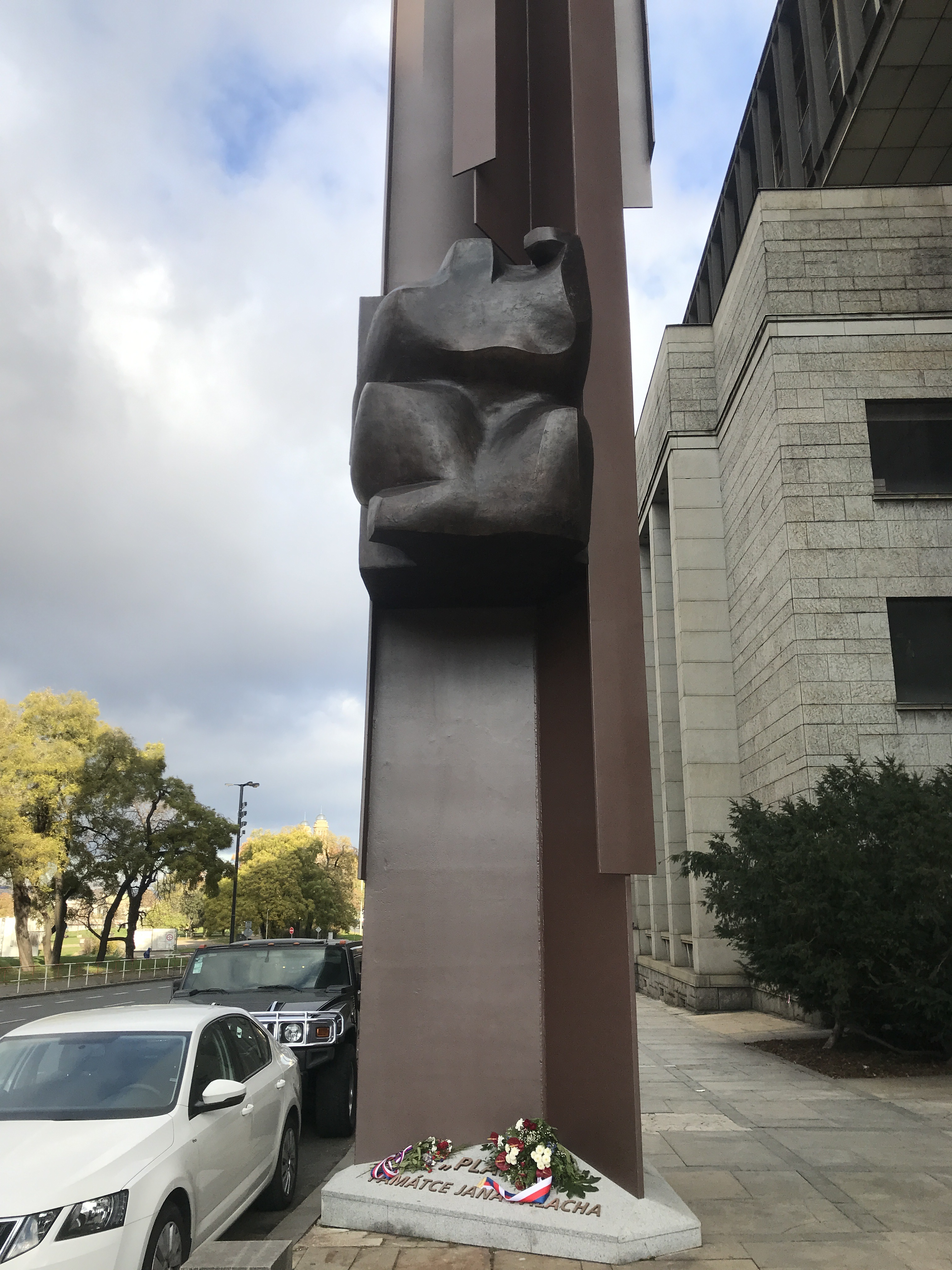
Detail: Bronzeskulptur Flamme des Bildhauers Miloslav Chlupáč, realisiert 2020 von Antonín Kašpar.

In den Jahren 1968 bis 1973 wurde nach Plänen des Architekten Karel Prager das ursprüngliche Gebäude der Prager Börse für die Bedürfnisse der tschechoslowakischen Föderalversammlung umgestaltet. Ein Teil des Projektes war der Stahlpylon vor dem Haupteingang, er sollte ursprünglich das Gebäude überragen. Der Pylon sollte eine Granitskulptur des Bildhauers Miloslav Chlupáč mit Namen Flamme tragen. Nach Jan Palachs erschütterndem Tod am 19. Januar 1969 entschieden sich die Künstler, das Werk seinem Andenken zu widmen. Es stand nur einige Dutzend Meter vom Ort der Selbstverbrennung Palachs auf dem Wenzelsplatz entfernt. Damit das Kunstwerk nicht der Zensur zum Opfer fiel, machten sie ihre Entscheidung aber nicht öffentlich.
Nach dem radikalen politischen Kurswechsel in der Tschechoslowakei ließ eine von der Tschechoslowakischen Kommunistischen Partei eingesetzte Kommission einige Werke zeitgenössischer, politisch unbequemer Künstler aus dem neuen Parlamentsgebäude entfernen. Auch die Beseitigung des Pylonen vor dem Haupteingang wurde in Betracht gezogen, schließlich aber nicht verwirklicht. Nur die Skulptur von Miloslav Chlupáč durfte nicht realisiert werden, ihr Name weckte unerwünschte Assoziationen. Den von Karel Prager dafür reservierten Platz am Pylonen füllte ein hohler Steinblock aus, daran hat man das tschechoslowakische Staatswappen befestigt und zwei Sätze aus der Verfassung eingraviert.
An die vergessene und öffentlich unbekannte Bedeutung des Monuments erinnerte erst im Jahr 2018 der Bildhauer Antonín Kašpar, der den Stahlpylonen restaurierte. Bei der Recherche für seine Restaurierungsarbeiten entdeckte er im Archiv des Nationalmuseums eine Dokumentation über den Umbau und Erweiterung des Parlamentsgebäudes, die ein von Karel Prager geleitetes Architekturbüro im Jahr 1991 erstellt hatte. In dieser Dokumentation bezeichnete Karel Prager den Pylonen als Palach-Pylonen und schlug seine Restaurierung und Vervollständigung um die ursprünglich vorgesehene Skulptur Flamme vor. Aus unbekannten Gründen fand diese Restaurierung aber nicht statt. Prager und Chlupáč starben in den folgenden Jahren und das Anliegen geriet in Vergessenheit.
Im Jahr 2019 feierte die Tschechische Republik den 30. Jahrestag der sogenannten Samtenen Revolution und erinnerte auch an den 50. Jahrestag von Palachs Tod. Aus diesem Anlass entschied die Leitung des Nationalmuseums, den Pylonen nach dem ursprünglichen Entwurf von Karel Prager zu vollenden. Wegen des Gewichts des ursprünglich vorgesehenen Granitblocks und der Problematik seiner Verankerung am Stahlpylonen entschied man sich, die Skulptur Flamme stattdessen aus Bronze anzufertigen. Mit der Realisierung wurde Bildhauer Antonín Kašpar beauftragt. Er fertigte die Skulptur nach einem 30 cm hohen Gipsmodel von Miloslav Chlupáč.
Am 17. November 2020, dem 31. Jahrestag der Samtenen Revolution, präsentierten der tschechische Kultusminister Lubomír Zaorálek und der Generaldirektor des Nationalmuseums Michal Lukeš den restaurierten und fertiggestellten Palach-Pylonen der Öffentlichkeit. So wurde nach fast 50 Jahren das Denkmal im Geist der ursprünglichen Absicht von Prager und Chlupáč vollendet.

## Beschreibung
Der schlanke Stahlpylon ist knapp 30 Meter hoch, seine Fundamente reichen 7 Meter in den Boden. Er hat eine dunkle Farbe und verjüngt sich nach oben. Die Bronzeskulptur Flamme ist knapp 2 Meter hoch und wiegt etwa 1 Tonne. Es handelt sich um das weltweit größte Palach-Denkmal.
Am Boden vor dem Pylonen stehen die Worte: „PLAMEN“ / PAMÁTCE JANA PALACHA (deutsch: „Flamme“ / Zum Gedenken an Jan Palach).